# 東京マラソン2012
東京マラソン2012（とうきょうマラソン2012、Tokyo Marathon 2012）は、2012年2月26日に東京都内の日本陸上競技連盟公認コース（一部カテゴリのみ）で行われた、通算6回目となる東京マラソンである。
男子フルマラソンの部は、その次の週に行われる予定のびわ湖毎日マラソンとともに、ロンドン五輪の代表選手選考競技会を兼ねるものであった。また前回大会に引き続き、賞金制度が導入された。

## 概要
前回に引き続き、東京都および日本陸上競技連盟によって設立された「一般財団法人東京マラソン財団」が主催。開催日も、前回と同じ2月の第4日曜日となった。
参加者の総定員は前回と同じ3万6,000人だが、フルマラソンの定員を35,500人と増やし、10km走の定員は前回の3,000人から500人へ減少した。フルマラソンの定員枠については細分化が行われ、ロンドン五輪出場を争う「エリート枠」が100人、前回から設けられた「チャリティー枠」（東京マラソン財団に10万円以上の寄付を行った個人に対して先着順）に3,000人、そして新たに東京マラソン財団の公式会員組織「ONE TOKYO」のプレミアムメンバー（有料会員）から3,000人（ソロ2,000人、ペア500組1,000人）にそれぞれ出場枠を与え、その他の一般参加枠は2万9,400人となった。
一般申込者数は過去最多だった前回を下回り、公式発表では28万人余りだった。
本大会の人出は、172万7千人（沿道人数130万2千人、東京大マラソン祭観客数42万5千人）だった。

## 参加資格
基本的に前回大会と同様。

### フルマラソン
一般
大会当日満19歳以上、6時間40分以内に完走できる男女
- 障害者、本大会が推薦する国内・国外の者を含む

エリート
- 前回大会の上位入賞者
- 日本陸上競技連盟登記・登録競技者で、申込期日までに日本陸上競技連盟の公認競技会で一定の記録を出した男女競技者
- 日本陸上競技連盟が推薦する男女競技者

車いすの部
レース仕様車で2時間10分以内に完走できる男女計25人

### 10km走
10km走のコースは陸連に公認されていないため、公式記録扱いとならない。また年齢制限が設定され、成人は別イベントに参加することになった。
U-18
平成5年2月27日から平成8年2月26日までに生まれ、1時間30分以内に完走できる男女計275人。うち100人は、東京都が東日本大震災復興支援を目的として企画する事業において決定。
視覚障害者
1時間30分以内に完走できる男女計50人
知的障害者
1時間30分以内に完走できる男女計100人
移植者
1時間30分以内に完走できる男女計50人
車いす
レース仕様車で50分以内に完走できる男女計25人

## 参加申込
一般参加者については下記の通り。エリートの部については別途。
方法
インターネット、または郵便振替
期間
2011年（平成23年）8月1日から8月31日まで
参加者の決定
定員を大きく超えたため抽選を実施

## 大会放送
テレビ中継については日本テレビ放送網ほか同社系の各媒体で放映。同局での中継は2010年大会以来3回目で、中継態勢も基本的に同年のフォーマットを継承。
テレビ（地上波）
- NNS各社、テレビ宮崎（NNN加盟・NNS非加盟局）、沖縄テレビ放送 9:00 - 11:50（選考会の部・生中継）
- 日本テレビ（関東ローカル）12:00 - 16:25（市民マラソンの部・生中継）

衛星放送
- 日テレG+ 9:00 - 16:30
- BS日テレ 19:00 - 22:00（ダイジェスト）

ラジオ
- RFラジオ日本 8:45 - 11:45（選考会の部・生中継）
日曜競馬実況中継は終了次第放送。

## 優勝者
| 部門         | 氏名               | 国籍・所属 | 記録          | 備考   |
| ------------ | ------------------ | ---------- | ------------- | ------ |
| マラソン男子 | マイケル・キピエゴ | ケニア     | 2時間7分37秒  |        |
| マラソン女子 | アツェデ・ハブタム | エチオピア | 2時間24分25秒 | 大会新 |

## 東京マラソンEXPO 2012概要
| 開催日時                                        | 会場             |
| ----------------------------------------------- | ---------------- |
| 2012年2月23日-25日 11時～21時（25日は20時まで） | 東京ビッグサイト |

エントリー受付終了と入場締め切りは閉場30分前。

## 協賛団体

### 特別協賛
- 東京メトロ

### 協賛
- スターツ
- 山崎製パン
- アシックス
- 大塚製薬
- BMW JAPAN
- セイコースポーツライフ
- みずほ銀行
- セブン-イレブン
- アサヒビール
- 全日本空輸
- 日本光電
- 久光製薬
- 広友ホールディングス
- シミズオクト
- 東レ
- ドール
- フォトクリエイト
- 近畿日本ツーリスト
- 東京ビッグサイト
- ゼビオ
- 日本マクドナルド

### 協力
- 国士舘大学
- 首都高速道路
- 田中貴金属ジュエリー

## 特筆的な出来事
- 10km走の規模が大幅に縮小された代わりとして、東京マラソン財団は新たに別イベント「東京トライアル」を前年11月26日に開催。ハーフマラソンと10km走からなり、各種目の男女優勝者計4人に加え、制限時間をクリアした参加者から抽選で選ばれた65人が、この大会のフルマラソン出場権を得た[3]。

### 競技会の部
- 藤原新（東京陸上競技協会）が自己ベストかつ2位、日本人最高順位の2時間07分48秒でフィニッシュ。日本人の2時間7分台は2007年の福岡国際マラソンで佐藤敦之（中国電力）が記録して以来となる。
- 皇帝と呼ばれ、マラソン元世界記録保持者のハイレ・ゲブレセラシェ（ エチオピア）が出場したが、終盤で失速し4位に終わった。
- ロンドン五輪代表選考レースである前年の福岡国際マラソンで日本人最高順位でゴールし、東京マラソンで2時間7分台を宣言していた川内優輝（埼玉県庁）が途中での給水ミスが響き、2時間12分51秒の14位に終わった[4]。翌2月27日、「期待に応えられなかったので、何らかのことをしなければいけない。誠意を示すため」との理由で丸刈りして出勤した[5]。

### 一般の部
- 参加著名人の中で最も早いタイムで完走したのが宇野けんたろう（げんき〜ず）だったが、タイムは2時間38分19秒で、猫ひろし（ カンボジア）のタイム（2時間30分26秒）を超えることはできなかった[6]。